# Hoplitis fertoni
Hoplitis fertoni är en biart som först beskrevs av Pérez 1891.  Hoplitis fertoni ingår i släktet gnagbin, och familjen buksamlarbin. Inga underarter finns listade i Catalogue of Life.